# 沃氏亮麗鯛
沃氏亮麗鯛，為輻鰭魚綱鱸形目隆頭魚亞目慈鯛科的其中一種，被IUCN列為易危保育類動物，分布於非洲剛果河下游急流區，體長可達12.3公分，棲息在中底層水域，生活習性不明。